# Melvin Cijntje
Melvin Victorino Eugenio ('Mac') Cijntje (15 april 1962) is een Curaçaos politicus. Hij was van 2012 tot 2017 lid van de Staten van Curaçao namens de partij Pueblo Soberano. Na de moord op Pueblo Soberano-leider Helmin Wiels op 5 mei 2013 werd Cijntje fractievoorzitter van deze partij.
In mei 2015 werd hij, vanwege een medische behandeling in Nederland, enkele maanden als fractievoorzitter vervangen door Jaime Córdoba, waarna hij op 1 november 2015 het fractievoorzitterschap weer op zich nam. Wel gaf hij aan niet in de race te zijn voor het partijleiderschap van de partij. Nadat Ben Whiteman begin oktober 2018 tot partijleider werd benoemd distantieerde hij zich van Pueblo Soberano.